# Quadro de medalhas da Universíada de Inverno de 2011
O quadro de medalhas da Universíada de Inverno de 2011 é uma lista que classifica as Federações Nacionais de Esportes Universitários (NUSF) de acordo com o número de medalhas conquistadas. Serão disputadas 66 finais em 11 modalidades.
A primeira medalha de ouro foi conquistada pela atleta russa Alia Iksanova no 5km clássicos do esqui cross-country com o tempo de 14 minutos, 45 segundos e 700 centésimos, 17 segundos a frente da ucraniana Kateryna Grygorenko e 9 segundos a frente da italiana Virginia De Martin Topranin.
A Turquia, país anfitrião, conquistou a sua única medalha em 4 de fevereiro. Os atletas Alisa Agafonova e Alper Uçar conquistaram a medalha de prata na prova de dança da patinação artística.

## O quadro
O quadro de medalhas está classificado de acordo com o número de medalhas de ouro, estando as medalhas de prata e bronze como critérios de desempate em caso de países com o mesmo número de ouros.
O país em destaque é o anfitrião.
| Ordem | País               | Medalha de ouro | Medalha de prata | Medalha de bronze |     |
| ----- | ------------------ | --------------- | ---------------- | ----------------- | --- |
| 1     | RUS Rússia         | 14              | 14               | 11                | 39  |
| 2     | KOR Coreia do Sul  | 7               | 3                | 5                 | 15  |
| 3     | UKR Ucrânia        | 6               | 5                | 4                 | 15  |
| 4     | SVK Eslováquia     | 5               |                  | 3                 | 8   |
| 5     | FRA França         | 4               | 4                | 5                 | 13  |
| 6     | JPN Japão          | 4               | 3                | 3                 | 10  |
| 7     | USA Estados Unidos | 4               | 2                |                   | 6   |
| 8     | CHN China          | 3               | 3                | 4                 | 10  |
| 9     | GER Alemanha       | 3               | 3                | 1                 | 7   |
| 10    | CZE Chéquia        | 2               | 2                | 3                 | 7   |
|       | SLO Eslovênia      | 2               | 2                | 3                 | 7   |
| 12    | SUI Suíça          | 2               | 1                | 2                 | 5   |
| 13    | AUT Áustria        | 2               | 1                | 1                 | 4   |
| 14    | CAN Canadá         | 1               | 3                | 1                 | 5   |
| 15    | ITA Itália         | 1               | 2                | 4                 | 7   |
| 16    | FIN Finlândia      | 1               | 2                |                   | 3   |
| 17    | KAZ Cazaquistão    | 1               |                  | 5                 | 6   |
| 18    | GBR Grã-Bretanha   | 1               |                  |                   | 1   |
| 19    | POL Polônia        |                 | 6                | 2                 | 8   |
| 20    | BUL Bulgária       |                 | 2                | 2                 | 4   |
|       | SWE Suécia         |                 | 2                | 2                 | 4   |
| 22    | BLR Bielorrússia   |                 | 1                | 1                 | 2   |
| 23    | ESP Espanha        |                 | 1                |                   | 1   |
|       | TUR Turquia        |                 | 1                |                   | 1   |
| 25    | HUN Hungria        |                 |                  | 1                 | 1   |
| TOTAL | TOTAL              | 63              | 63               | 63                | 189 |